# Juan Zapata Olivella
Juan Zapata Olivella (Santa Cruz de Lorica, Colombia, 1930-Cartagena de Indias, Colombia, 21 de septiembre de 2008) fue un escritor, médico y diplomático colombiano. Junto con sus hermanos Manuel Zapata Olivella y Delia Zapata Olivella fueron los iniciadores de los estudios de la cultura afrocolombiana.

## Obras

### Ensayos
- Panacea, poesía liberada (1976)
- El color de la poesía (1982)
- Pier, Petión, Padilla, tres mulatos de la revolución (Historia, 1986)
- Mundo poético (1985)
- Cuentos del Tercer Mundo (1989)
- Poemario del Nuevo Mundo (1989)

### Novelas
- Historia de un joven negro (1990)
- Una mujer sin raíces (1991)

### Poemas
- Espermas prendidas (1963)
- Bullanguero (1974)

### Teatro
- El grito de Independencia de Cartagena (1961)
- Pisando el camino de ébano (1972)